# آلیدا دورا گاژو
آلیدا دورا گاژو (مجاری: Alida Dóra Gazsó؛ زادهٔ ۱۸ آوریل ۲۰۰۰) قایقران کانو زن اهل مجارستان است.
وی در مسابقات کشوری و بین‌المللی در مجموع برندهٔ ۳ مدال طلا، ۱ مدال نقره، ۱ مدال برنز شده‌است.